# NGC 5636
NGC 5636 este o galaxie lenticulară situată în constelația Fecioara. A fost descoperită în 30 aprilie 1786 de către William Herschel. Se află la o distanță de 26 de megaparseci de Pământ.